# York Shire
York Shire är en kommun i Australien. Den ligger i delstaten Western Australia, omkring 81 kilometer öster om delstatshuvudstaden Perth.
Följande samhällen finns i York:
- York
- Greenhills
- Mount Hardey

Trakten runt York består till största delen av jordbruksmark. Trakten runt York är nära nog obefolkad, med mindre än två invånare per kvadratkilometer. Genomsnittlig årsnederbörd är 633 millimeter. Den regnigaste månaden är september, med i genomsnitt 108 mm nederbörd, och den torraste är december, med 13 mm nederbörd.